# Revue des études byzantines
La Revue des études byzantines — католический научный журнал, посвящённый византинистике и исследованию греческого христианства в целом, основанный в 1897 году под названием Échos d’Orient в Кадыкёе, Османская империя, как печатный орган Конгресса ассумпционистов из этого города. Под таким названием вышло 39 томов, после чего журнал перезапустили как d'Études byzantines, а в 1946 году он обрёл современное название и стал выпускаться парижским Институтом византинистики в составе Парижского католического института.

## История
7 октября 1895 года при участии и по инициативе папы Льва XIII в городе Кадыкёй, Османская империя, появился богословский институт под названием «Практическая школа высшего образования», который ставил перед собой цель вернуть в лоно католической церкви болгарских и греческих «христианских диссидентов». Подготавливаемые институтом священники признавали верховенство папы, но практиковали греко-византийские обряды. Сферой деятельности института были история, язык и литургия греко-славянских церквей. Институт вверили Конгрессу ассумпционистов, которым руководил отец Луи Пети (1868—1927) родом из Савойи, позже, в 1912 году, назначенный латинским архиепископом Афин и апостольским делегатом в Греции. В дальнейшем институт, переименованный в «Институт востоковедения», перевели в Бухарест, а в 1947 году он переехал в Париж, где получил современное название «Французский институт византинистики», в 1980 году войдя в состав Парижского католического института.
В 1897 году институт основал журнал Échos d’Orient, первый том которого вышел в октябре в Maison de la Bonne Presse, издательстве конгресса. Первоначально журнал издавался как продолжение Les Échos de Notre-Dame de France à Jerusalem, ежемесячного издания, созданного в 1888 году и предназначенного для паломников в Святую землю, однако достаточно быстро стало понятно, что журнал будет специализироваться совсем на иного рода деятельности, из-за чего Les Échos de Notre-Dame de France à Jerusalem возобновился под прежним названием год спустя, хотя и просуществовал ещё лишь шесть лет. Однако название у Échos d’Orient осталось.
Одним из первых вдохновителей института Кадыкёй и журнала был отец Эдмон Буви (1847—1940), написавший программную статью в выпуске 9 тома I (июнь 1898 г.): «Целью Les Échos d’Orient не является исключительно спекулятивный обзор археологии, истории, литургии, византийской литературы. У нас есть непосредственная цель и, скажем очень громко, цель сверхъестественная и апостольская: заинтересовать христиан Запада христианством Востока, работать для угасания раскола, для предпринятого Львом XIII великого дела единения; вызвать в Церкви, и особенно во Франции, в пользу Востока и восточных дел тройное движение молитв, занятий и действий». Первым секретарём журнала стал отец Симеон Вайе (1873—1960). Еще одним важным членом первоначальной группы был отец Жюль Паргу (1872—1907). Сменяющими друг друга директорами были Луи Пети (с 1897 по 1912 год), Северьен Салавиль (с 1912 по 1932 год) и Витальен Лоран.
Журнал опубликовал с 1897 по 1943 год 200 брошюр, сгруппированных в 39 томов. В 1944 году вышел I том сборника d'Études byzantines, в томе два объявивший о правопреемственности журналов. Начиная с 1946 года сборник получил название La Revue des études byzantines и стал ежегодным журналом. Выпуски журнала вплоть до 2010 года находятся в бесплатном онлайн доступе в базе «Персей», а с 2010 года журнал выпускается при содействии лёвенского научного издательства Peeters Publishers, располагаясь в платном доступе на его сайте.